# 小山富夫
小山 富夫（こやま とみお、1942年5月6日 - ）は、日本の機械工学者。大阪工業大学名誉教授、工学博士（京都大学）。第12代大阪工業大学機械工学科同窓会会長。ベルト伝動技術懇話会第2代会長。
専門は、機械動力学（特に歯付ベルト・タイミングベルト）、精密工学（特にトライボロジー）。

## 略歴
1965年大阪工業大学工学部機械工学科卒業。のちに、京都大学大学院工学研究科にて工学博士。大阪工業大学工学部機械工学科助手、講師などを経て、1981年同大学助教授、1989年同学科教授。その間、1985年より1年間、テキサス大学オースティン校客員研究員。2004年第12代大阪工業大学機械工学科同窓会会長を務め、2007年同大学名誉教授。2022年春の叙勲で、瑞宝小綬章受章。30年以上の長きに渡り大阪工業大学機械工学科にて教鞭を執った。
主な所属学会は、日本機械学会、精密工学会、ベルト伝動技術懇話会、 日本ゴム協会など。主な受賞は、精密工学会高城賞(2003)、日本機械学会機素潤滑設計部門功績賞(1999)。
主な著書は、「ベルト伝動・精密搬送の実用設計」（共同執筆、養賢堂2006、学術書）など。

## 主な研究
- 歯付ベルトの回転伝達誤差に関する研究
- 磁気吸引を受けるロータ付加タイミングベルトの非線形振動
- ベルト伝動・搬送制御システムの動力伝達効率に関する研究
- シリアルプリンタのジッタに関する研究・振動解析
- サーマルプリンタのジッタに関する研究・キャリッジ速度解析
- 筋力障害者リハビリ用触覚提示装置および制御システムの開発